# بيترو بيانكي (منافس ألعاب قوى)
بيترو بيانكي (بالإيطالية: Simone Bianchi)‏ هو منافس ألعاب قوى إيطالي، ولد في 27 يناير 1973 في كامبيجليا ماريتيما في إيطاليا.

## وصلات خارجية
- بيترو بيانكي على موقع الاتحاد الدولي لألعاب القوى (الإنجليزية)
- بيترو بيانكي على موقع الاتحاد الإيطالي لألعاب القوى (الإيطالية)
- بيترو بيانكي على موقع أوليمبيديا (الإنجليزية)